# Ivan Mane Jarnović
Ivan Mane Jarnović, także Giovanni Giornovichi lub Jarnovick (ur. przypuszczalnie 26 października 1747 na morzu koło Ragusy, ochrzczony 29 października 1747 w Palermo, zm. 23 listopada 1804 w Petersburgu) – włoski kompozytor pochodzenia chorwackiego.

## Życiorys
Na temat daty i miejsca urodzenia kompozytora, dokładnej pisowni jego nazwiska, a nawet narodowości, istnieją liczne rozbieżności. Sam podawał na ten temat sprzeczne wiadomości. Przypuszczalnie był uczniem Antonio Lolliego, jednak najprawdopodobniej nie otrzymał w ogóle profesjonalnego wykształcenia muzycznego. Pierwszą pewną informacją na jego temat jest pobyt w październiku 1769 roku w Paryżu, w którym w późniejszych latach kilkukrotnie koncertował, m.in. w Concert Spirituel. W 1779 roku otrzymał angaż do nadwornej orkiestry pruskiego następcy tronu Fryderyka Wilhelma w Berlinie. Pod koniec 1782 roku przebywał w Warszawie, gdzie grał m.in. na Zamku Królewskim i w Łazienkach. Napisał wówczas dwa koncerty skrzypcowe, dedykowane królowi Stanisławowi Augustowi oraz posłowi rosyjskiemu Otto Magnusowi von Stackelbergowi. Od 1783 do 1786 roku zatrudniony był na dworze Katarzyny II w Petersburgu. W kolejnych latach gościł w Wiedniu (1786), Moskwie (1789) i Londynie (1789–1796). W 1796 roku osiadł na pewien czas w Hamburgu, gdzie utrzymywał się z gry w bilard. W 1802 roku przebywał znowu w Berlinie, skąd udał się ponownie na dwór carski w Petersburgu. Zmarł w wyniku ataku apopleksji
Przez współczesnych ceniony był jako skrzypek-wirtuoz. Utrzymywał kontakty z czołowymi muzykami swojej epoki, takimi jak Joseph Haydn, Karl Ditters von Dittersdorf, Adalbert Gyrowetz, Charles Burney, Michael Kelly czy Michał Kleofas Ogiński, którzy wysoko cenili jego grę i występowali wspólnie z nim. Sławę przyniosło mu także ekscentryczne usposobienie i awanturnictwo, będące inspiracją dla utworów literackich m.in. E.T.A. Hoffmanna i Édouarda Monnaisa.
Jego dorobek kompozytorski obejmuje m.in. 22 koncerty skrzypcowe, 7 symfonii, 6 kwartetów smyczkowych, 10 duetów, 7 sonat. Kompozycje te, utrzymane w stylu galant, posiadają liczne braki techniczne i już na początku XIX wieku zniknęły z repertuaru koncertowego. Nie mniej jednak przyczynił się do rozwoju formy koncertu skrzypcowego, jako jeden z pierwszych konsekwentnie stosując w finale formę ronda i wprowadzając romans do wolnych części.